# Ivan Akimov
Ivan Akimovitch Akimov (Ива́н Аки́мович Аки́мов), né le 22 mai 1753 à Saint-Pétersbourg et mort le 15 mai 1814 dans la même ville, est un peintre russe qui a surtout peint des sujets religieux et allégoriques.

## Biographie
Ivan Akimovitch Akimov est natif de Saint-Pétersbourg. Selon les sources, il est né le 22 mai 1753, en 1754 ou en 1764,.
D'après le Bénézit, il est admis en 1762 comme élève à l'académie de Saint-Pétersbourg, dont il suit les cours jusqu'en 1772, notamment auprès d'Anton Lossenko. The Biographical Dictionary of the Society for the Diffusion of Useful Knowledge indique qu'il est un des élèves les plus précoces de l'académie. Il y obtient la première médaille d'or et est envoyé en Italie. Il exécute plusieurs copies d'après Carrache et le Dominiquin et peint son célèbre tableau Minerve et Prométhée. Il revient à Saint-Pétersbourg comme professeur et devient directeur de l'Académie. Il dessine bien, mais on lui reproche une certaine faiblesse du coloris.
Il est mort le 15 mai 1814 à Saint-Pétersbourg.

## Œuvres

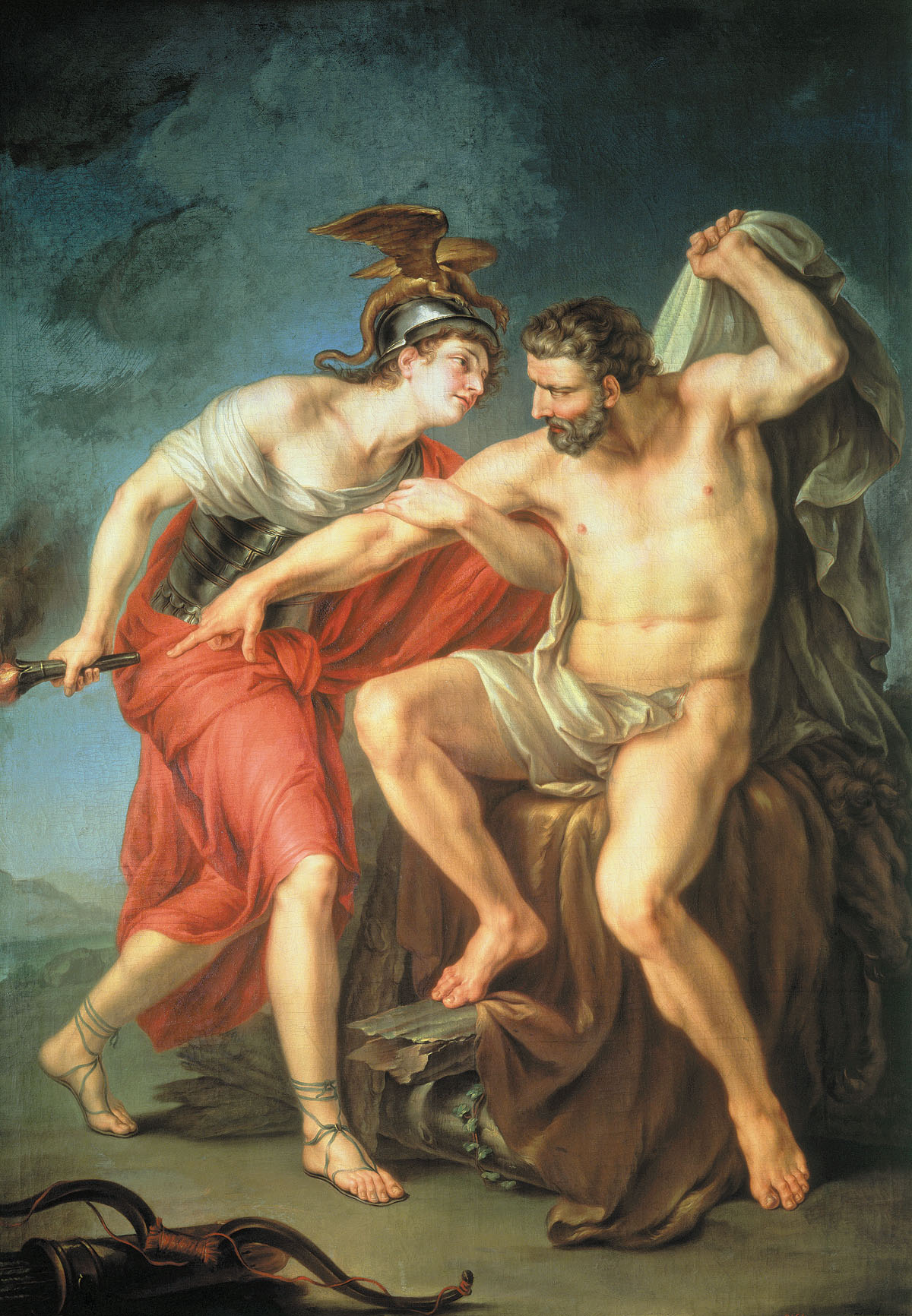
Héraklès se brûle sur le bûcher en présence de Philoctète (1782).
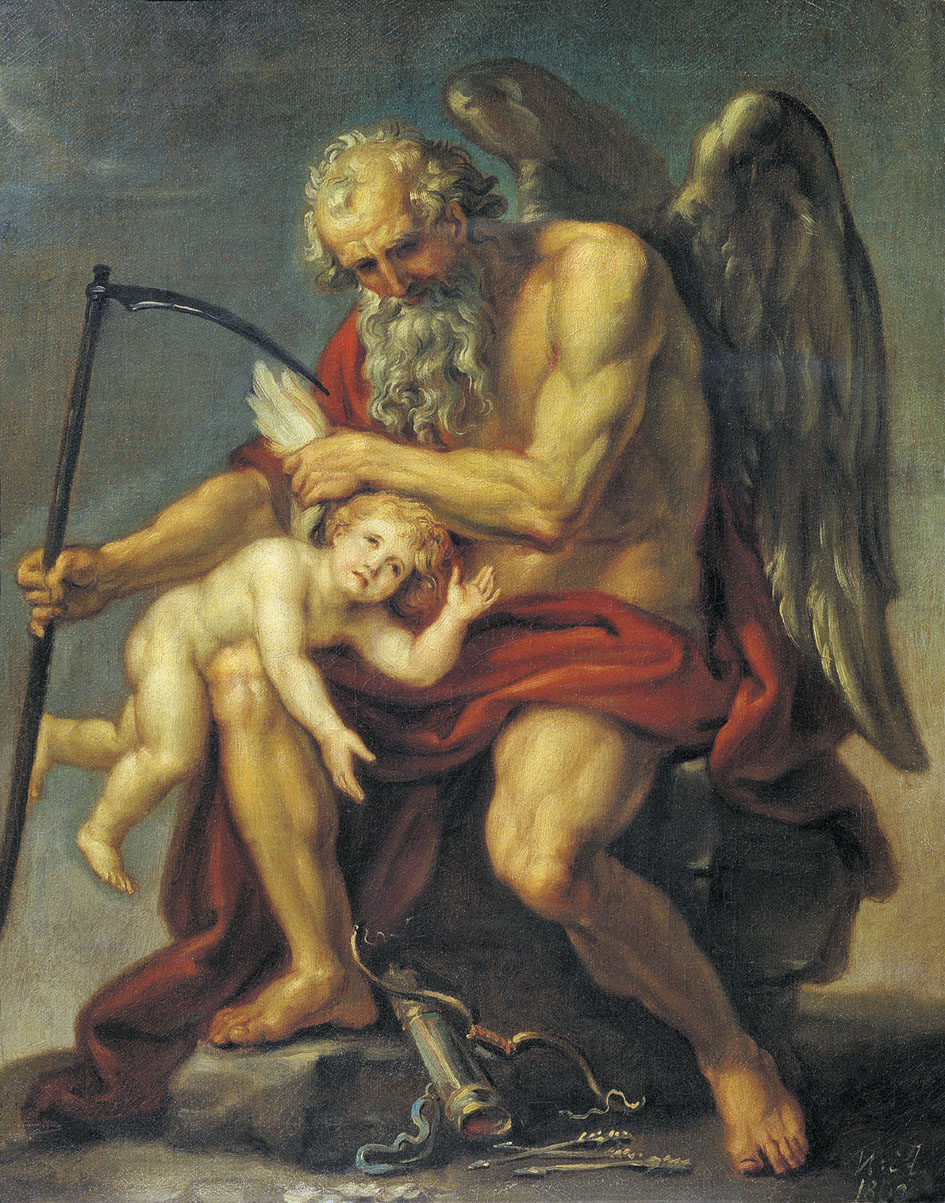
Saturne assis sur un rocher couoe les ailes de Cupidon avec sa faux (1802).
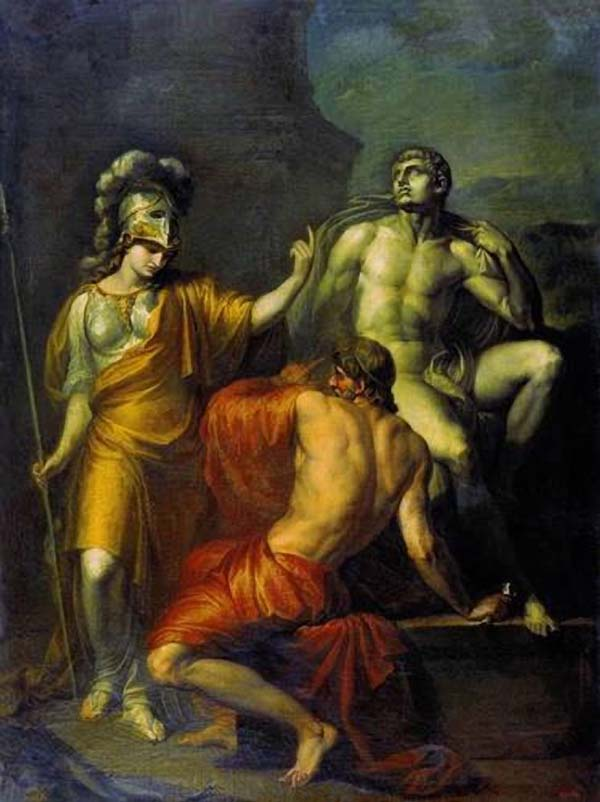
Prométhée sculpte une statue sur ordre de Minerve (1775).
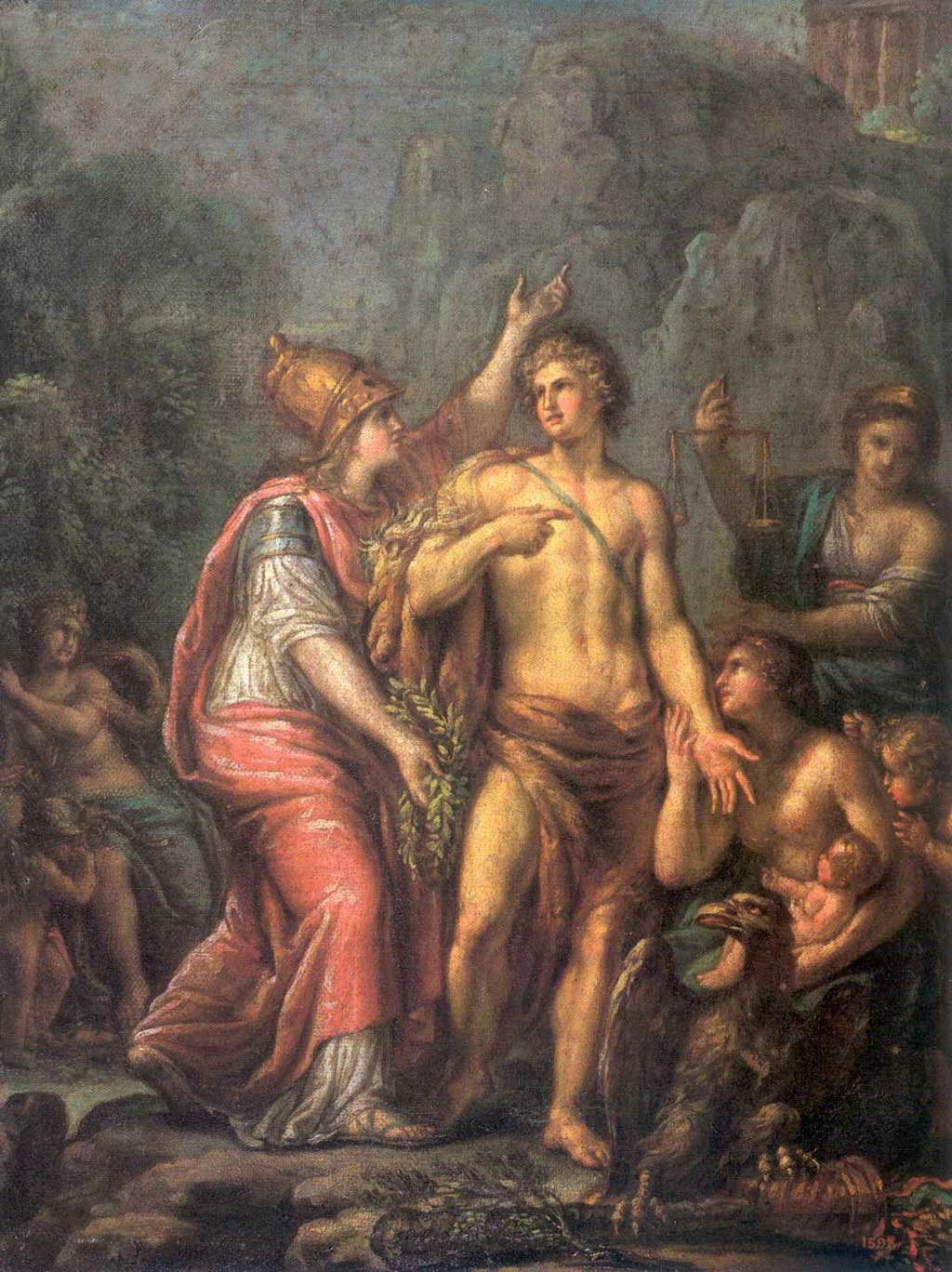
Héraklès à la croisée des chemins (1801).
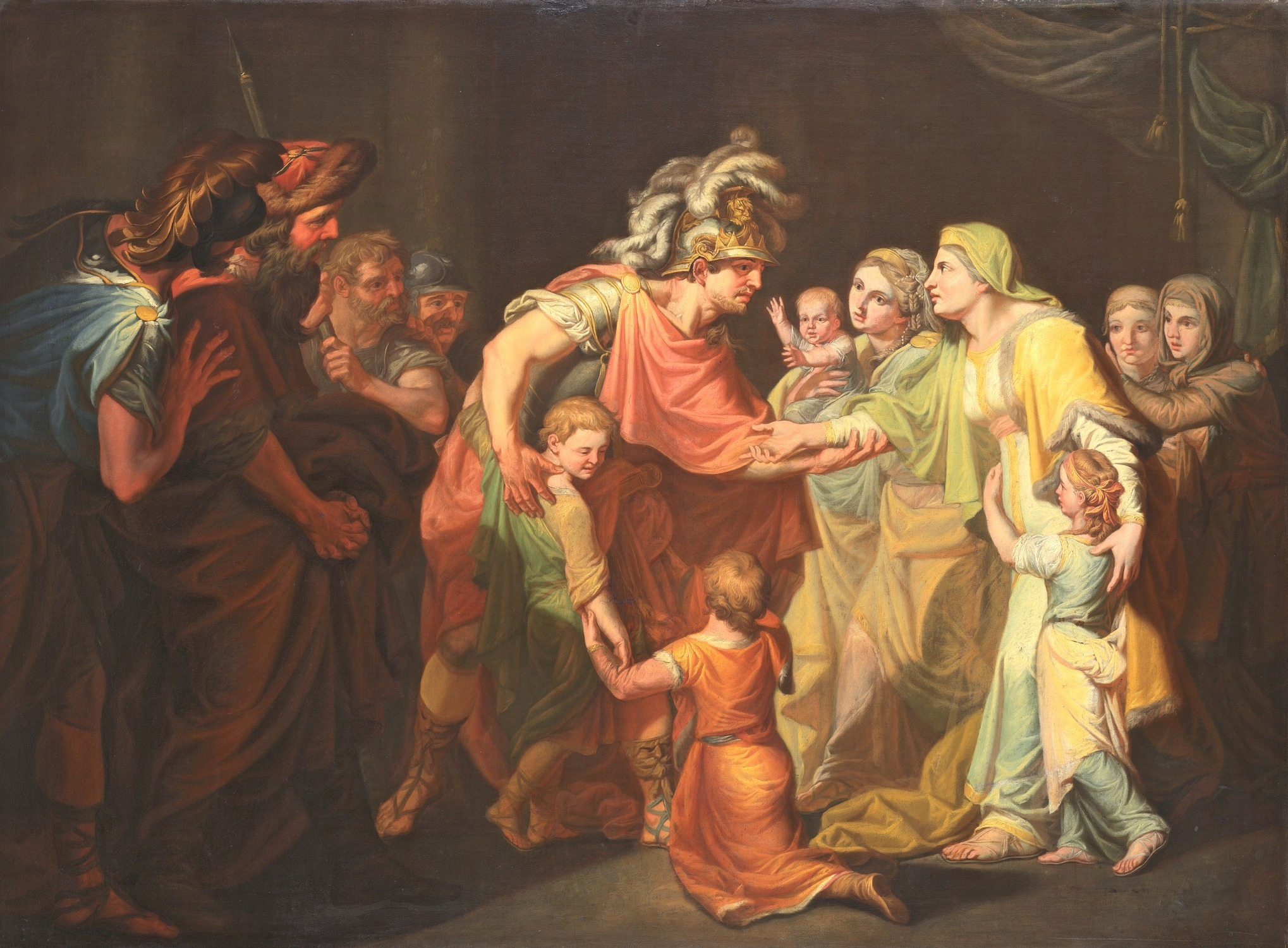
Le prince Sviatoslav embrassant sa mère et ses enfants de retour du Danube à Kiev (1773).